# Kay Simmelhag
Kay Ferdinand Villian Simmelhag (født 1. september 1899 i København, død 15. juni 1988 i Kongens Lyngby) var en dansk maler.
Simmelhag arbejde med træsnit og mosaik, på Skovgaard Museet findes flere træsnit af hans hånd.
Kay Simmelhag er blandt andet kendt for sine akvariedekorationer i Danmarks Akvarium i Charlottenlund, som han udførte direkte på byggepladsen under akvariets opførelsen.